# Otto Schrader
Ej att förväxla med indologen  Friedrich Otto Schrader eller sjömilitären  Otto von Schrader.
Otto Schrader, född 28 mars 1855 i Weimar, död 21 mars 1919 i Breslau, var en tyskspråkvetare,  kulturhistoriker och evolutionistiskt färgad indoeuropeist. Han var e.o. professor i Jena 1890, och professor i Breslau 1909.

## Gärningen
Schrader har i synnerhet ägnat sig åt de mera kulturhistoriskt inriktade områdena av den indoeuropeiska språkvetenskapen. Den tvårasmodell som hade utarbetats för att beskriva Indiens historia är enligt Schrader en beståndsdel även i konstruktionen av Europas historia, och historien om hur de krigiska indoeuropéerna kuvar primitiva folkslag appliceras under 1800-talet på så gott som samtliga indoeuropeiska folks historia, trots att inga invasioner är skriftligen belagda i någotdera fallet. 
Schrader har skrivit artikeln "Aryan Religion" i Encyclopedia of Religion and Ethics (1908–26). Artikeln baserar sig främst på hans magistrala Sprachvergleichung und Urgeschichte (1907), men senare idéer återfanns också i den populärt hållna Die Indogermanen (1911). Enligt Schrader bestod den indoeuropeiska religionen av tre komponenter: 
- Begravningsritualer, anfäderskult och föreställningar om dödsriken
- Dyrkan av de himmelska och andra naturfenomen samt offer- och böneritualer
- Ödestro

Schrader ansåg inte forskningen om indoeuropéerna och deras religion som ideologiskt oskuldsfull. Han stödde Viktor Hehns bild av urindoeuropéerna (protoindoeuropéerna) som nomadiska boskapsskötare. När man talade om urindoeuropéerna talade man om hästens domesticering och Östeuropa som urhem. Detta utgjorde en motpol till Gustaf Kossinnas och Hermann Hirts bondska urindoeuropéer i Nordeuropa. Han fick stöd av Gordon Childe – och Marija Gimbutas har en stor förtjänst i denna sak, dvs att tyngdpunkten i dag ligger på denna linje. 
Schrader, som ville stävja vad han tyckte var en ohöljd idealisering av indoeuropéerna, menade att slaverna stod protoindoeuropéerna väldigt nära. Detta var samma tanke som Hehn hade. Han utgav en bearbetning av Hehns Kulturpflanzen und Haustiere (1894).

## Publikationer
- Die älteste Zeiteilung des indogermanischen Volkes (1878)
- Tier- und Pflanzegeographie im Lichte der sprachforschung (1883)
- Linguistisch-historische Forschungen zur Handelsgeschichte und Waarenkunde (1886)
- Reallexikon der indogermanischen Altertumskunde (1901)